# XNU
XNU é o núcleo usado no MAC OS X e lançado como software livre no sistema operacional Darwin. XNU é o acrônimo de X is Not Unix.
Originalmente desenvolvido pela NeXT para o NEXTSTEP, XNU era um núcleo híbrido combinando a versão 2.5 do núcleo Mach desenvolvido pela Universidade Carnegie Mellon com componentes do BSD 4.3 e uma API orientada a objeto para escrever drivers.
Depois da aquisição da NeXT pela Apple Computer, o Mach foi atualizado para 3.0 e o componente BSD foi atualizado usando código do projeto FreeBSD, e a API orientada a objeto foi substituída por outra em C++ chamada de I/O Kit.